# Ludwig Knorz
Johann Gerhard Ludwig Knorz (* 22. März 1847 in Marburg; † 12. April 1911 in Kassel) war ein deutscher Verwaltungsjurist in Hessen.  Er saß im  Provinziallandtag der preußischen Provinz Hessen-Nassau.

## Leben
Ludwig Knorz war Sohn des Obergerichtssekretärs Johann Anton Knorz und dessen Gemahlin Maria Eva Rang. Nach dem Abitur am Gymnasium Fulda studierte er an der Philipps-Universität Marburg Rechtswissenschaft. Am 23. Januar 1866 wurde er im Corps Teutonia zu Marburg recipiert. Als Inaktiver wechselte er an die Julius-Maximilians-Universität Würzburg und die Ludwig-Maximilians-Universität München. Außerdem belegte er noch die Fächer Philologie und Geschichte. Er wurde zum Dr. iur. promoviert. Nach seiner Referendarzeit am Appellationsgericht Kassel leistete er seinen Militärdienst als Einjährig-Freiwilliger im 2. Nassauischen Infanterie-Regiment Nr. 88. Er nahm am Deutsch-Französischen Krieg teil und fand danach eine Anstellung als Gerichtsassessor in Kassel. Er kam als Amtsrichter nach Allendorf (Werra). 1876 wechselte er in die Kommunalverwaltung, wo er Landesrat wurde und für den Pensionsfonds und die Hinterbliebenenversorgung der Kommunalbeamten verantwortlich war. 1885–1910 war Geschäftsführer und Direktor der Hessischen Brandversicherungsanstalt. 1893 rückte er für den verstorbenen Fuldaer Oberbürgermeister Franz Rang in den Kurhessischen Kommunallandtag, aus dessen Mitte er ein Mandat für den Provinziallandtag der Provinz Hessen-Nassau erhielt. Er blieb bis zum Jahre 1897 in dem Parlament, wo er Mitglied des Hauptausschusses war. Er kam 1894 zur Stadtverwaltung Kassel und wurde Magistratsmitglied. 1898–1902 vertrat er den lange erkrankten Oberbürgermeister Albert Westerburg. Von 1903 bis 1910 war er Direktor der Landesversicherungsanstalt Hessen-Nassau.

## Ehrungen
- Geheimer Regierungsrat (1900)
- Ehrenmitglied des Hessischen Städtetages[2]